# Államok vezetőinek listája 1923-ban
Ezen az oldalon az 1923-ban fennálló államok vezetőinek névsora olvasható földrészek, majd országok szerinti bontásban.

## Európa
- Albánia (monarchia)
  - Államfő – Legfelsőbb Tanács (1920–1925), lista
  - Kormányfő – Ahmet Zogu (1922–1924), lista
- Andorra (parlamentáris társhercegség)
  - Társhercegek
    - Francia társherceg – Alexandre Millerand (1920–1924), lista
    - Episzkopális társherceg – Justí Guitart i Vilardebó (1920–1940), lista
- Ausztria (köztársaság)
  - Államfő – Michael Hainisch (1920–1928), lista
  - Kormányfő – Ignaz Seipel (1922–1924), lista
- Belgium (monarchia)
  - Uralkodó – I. Albert király (1909–1934)
  - Kormányfő – Georges Theunis (1921–1925), lista
- Bolgár Cárság (monarchia)
  - Uralkodó – III. Borisz cár (1918–1943)
  - Kormányfő –
    1. Alekszandar Sztambolijszki (1919–1923)
    2. Alekszandar Cankov (1923–1926), lista
- Csehszlovákia (köztársaság)
  - Államfő – Tomáš Garrigue Masaryk (1918–1935), lista
  - Kormányfő – Antonín Švehla (1922–1926), lista
- Danzig Szabad Város (szabad város a Nemzetek Szövetsége protektorátusa alatt)
  - Főbiztos –
    1. Sir Richard Haking (1921–1923)
    2. Mervyn Sorley McDonnell (1923–1925), a Nemzetek Ligája danzigi főbiztosa

  - Államfő – Heinrich Sahm (1920–1931)
- Dánia (monarchia)
  - Uralkodó – X. Keresztély király (1912–1947)
  - Kormányfő – Niels Neergaard (1920–1924), lista
- Egyesült Királyság (parlamentáris monarchia)
  - Uralkodó – V. György Nagy-Britannia királya (1910–1936)
  - Kormányfő –
    1. Bonar Law (1922–1923)
    2. Stanley Baldwin (1923–1924), lista
- Észtország (köztársaság)
  - Államfő –
    1. Juhan Kukk (1922–1923)
    2. Konstantin Päts (1923–1924), lista
- Finnország (köztársaság)
  - Államfő – Kaarlo Juho Ståhlberg (1919–1925), lista
  - Kormányfő – Kyösti Kallio (1922–1924), lista
  -  Åland –
    - Kormányfő – Carl Björkman (1922–1938)
- Fiumei Szabadállam (köztársaság)
  - Államfő –
    1. Attilio Depoli (1922–1923), ideiglenes
    2. Gaetano Giardino (1923–1924), Fiume katonai kormányzója
- Franciaország (köztársaság)
  - Államfő – Alexandre Millerand (1920–1924), lista
  - Kormányfő – Raymond Poincaré (1922–1924), lista
- Görögország (monarchia)
  - Uralkodó – II. György király (1922–1924)
  - Régens – Pavlosz Kunturiotisz (1923–1924)
  - Kormányfő – Sztiliánosz Gonátasz (1922–1924), lista
- Hollandia (monarchia)
  - Uralkodó – Vilma királynő (1890–1948)
  - Miniszterelnök – Charles Ruijs de Beerenbrouck (1918–1925), lista
- Izland (parlamentáris monarchia)
  - Uralkodó – X. Keresztély (1918–1944)
  - Kormányfő – Sigurður Eggerz (1922–1924), lista
- Írország (monarchia)
  - Uralkodó – V. György Nagy-Britannia királya (1910–1936)
  - Főkormányzó – Tim Healy (1922–1928), lista
  - Kormányfő – W. T. Cosgrave (1922–1932), lista
- Lengyelország (köztársaság)
  - Államfő – Stanisław Wojciechowski (1922–1926), lista
  - Kormányfő –
    1. Władysław Sikorski (1922–1923)
    2. Wincenty Witos (1923)
    3. Władysław Grabski (1923–1925), lista
- Lettország (köztársaság)
  - Államfő – Jānis Čakste (1918–1927), lista
  - Kormányfő –
    1. Zigfrīds Anna Meierovics (1921–1923)
    2. Jānis Pauļuks (1923)
    3. Zigfrīds Anna Meierovics (1923–1924), lista
- Liechtenstein (parlamentáris monarchia)
  - Uralkodó – II. János herceg (1859–1929)
  - Kormányfő – Gustav Schädler (1922–1928), lista
- Litvánia (köztársaság)
  - Államfő – Aleksandras Stulginskis (1920–1926), lista
  - Kormányfő – Ernestas Galvanauskas (1922–1924), lista
- Luxemburg (monarchia)
  - Uralkodó – Sarolta nagyhercegnő (1919–1964)
  - Kormányfő – Émile Reuter (1918–1925), lista
- Magyar Királyság (monarchia)
  - Államfő – Horthy Miklós (1920–1944), lista
  - Kormányfő – Bethlen István gróf (1921–1931), lista
- Monaco (monarchia)
  - Uralkodó – II. Lajos herceg (1922–1949)
  - Államminiszter –
    1. Raymond Le Bourdon (1919–1923)
    2. Maurice Piette (1923–1932), lista
- Németország
  - Államfő – Friedrich Ebert (1919–1925), lista
  - Kancellár –
    1. Wilhelm Cuno (1922–1923)
    2. Gustav Stresemann (1923)
    3. Wilhelm Marx (1923–1925), lista

  -  Rajnai Köztársaság (köztársaság)
  - 1923. október 21-én jött létre.
    - Államfő – Josef Friedrich Matthes (1923–1924), a Rajnai Köztársaság elnöke
- Norvégia (monarchia)
  - Uralkodó – VII. Haakon király (1905–1957)
  - Kormányfő –
    1. Otto Blehr (1921–1923)
    2. Otto Bahr Halvorsen (1923)
    3. Abraham Berge (1923–1924), lista
- Olasz Királyság (monarchia)
  - Uralkodó – III. Viktor Emánuel király (1900–1946)
  - Kormányfő – Benito Mussolini (1922–1943), lista
- Pápai állam (abszolút monarchia)
  - Uralkodó – XI. Piusz pápa (1922–1939)
- Portugália (köztársaság)
  - Államfő –
    1. António José de Almeida (1919–1923)
    2. Manuel Teixeira Gomes (1923–1925), lista

  - Kormányfő –
    1. António Maria da Silva (1922–1923)
    2. António Ginestal Machado (1923)
    3. Álvaro de Castro (1923–1924), lista
- Román Királyság (monarchia)
  - Uralkodó – I. Ferdinánd király (1914–1927)
  - Kormányfő – Ion I. C. Brătianu (1922–1926), lista
- San Marino (köztársaság)
  - San Marino régenskapitányai:
    1. Onofrio Fattori és Giuseppe Balducci (1922–1923)
    2. Giuliano Gozi és Filippo Mularoni (1923)
    3. Marino Borbiconi és Mario Michetti (1923–1924), régenskapitányok
- Spanyolország (köztársaság)
  - Uralkodó – XIII. Alfonz király (1886–1931)
  - Kormányfő –
    1. Manuel García-Prieto (1922–1923)
    2. Miguel Primo de Rivera (1923–1930), lista
- Svájc (konföderáció)
  - Szövetségi Tanács:[1]
  - Giuseppe Motta (1911–1940), Edmund Schulthess (1912–1935), Robert Haab (1917–1929), Ernest Chuard (1919–1928), Karl Scheurer (1919–1929), elnök, Jean-Marie Musy (1919–1934), Heinrich Häberlin (1920–1934)
- Svédország (parlamentáris monarchia)
  - Uralkodó – V. Gusztáv király (1907–1950)
  - Kormányfő –
    1. Hjalmar Branting (1921–1923)
    2. Ernst Trygger (1923–1924), lista
- Szerb-Horvát-Szlovén Királyság (monarchia)
  - Uralkodó – I. Sándor király (1921–1934)
  - Kormányfő – Nikola Pašić (1921–1924), miniszterelnök
- Szovjetunió (el nem ismert állam)
  - A kommunista párt vezetője – Joszif Sztálin (1922–1953), a Szovjetunió Kommunista Pártjának főtitkára
  - Államfő – Mihail Kalinyin (1919–1946),[2] lista
  - Kormányfő – Vlagyimir Iljics Lenin (1917–1924),[3] lista

## Afrika
- Dél-afrikai Unió (monarchia)
  - Uralkodó – V. György Nagy-Britannia királya (1910–1936)
  - Főkormányzó – Arthur of Connaught herceg (1920–1924), Dél-Afrika kormányát igazgató tisztviselő
  - Kormányfő – Jan Smuts (1919–1924), lista
- Egyiptom (monarchia)
  - Uralkodó – I. Fuád király (1910–1936)
  - Kormányfő –
    1. Muhammad Taufík Naszím Pasa (1922–1923)
    2. Jahja Ibrahim Pasa (1923–1924), lista
- Etiópia (monarchia)
  - Uralkodó – Zauditu császárnő (1916–1930)
  - Régens – Rasz Tafari Makonnen (1916–1930)
  - Kormányfő – Habte Gijorgisz Dinagde (1909–1927), lista
- Libéria (köztársaság)
  - Államfő – Charles D. B. King (1920–1930), lista
- Riff Köztársaság (el nem ismert szakadár állam)
  - Államfő – Abd el-Krim (1921–1926)

## Dél-Amerika
- Argentína (köztársaság)
  - Államfő – Marcelo Torcuato de Alvear (1922–1928), lista
- Bolívia (köztársaság)
  - Államfő – Bautista Saavedra (1921–1925), lista
- Brazília (köztársaság)
  - Államfő – Artur Bernardes (1922–1926), lista
- Chile (köztársaság)
  - Államfő – Arturo Alessandri (1920–1924), lista
- Ecuador (köztársaság)
  - Államfő – José Luis Tamayo (1920–1924), lista
- Kolumbia (köztársaság)
  - Államfő – Pedro Nel Ospina Váquez (1922–1926), lista
- Paraguay (köztársaság)
  - Államfő –
    1. Eusebio Ayala (1921–1923), ügyvivő
    2. Eligio Ayala (1923–1924), ügyvivő, lista
- Peru (köztársaság)
  - Államfő – Augusto B. Leguía (1919–1930), lista
  - Kormányfő – Julio Enrique Ego Aguirre (1922–1924), lista
- Uruguay (köztársaság)
  - Államfő –
    1. Baltasar Brum (1919–1923)
    2. José Serrato (1923–1927), lista
- Venezuela (köztársaság)
  - Államfő – Juan Vicente Gómez (1922–1929), lista

## Észak- és Közép-Amerika
- Amerikai Egyesült Államok (köztársaság)
  - Államfő –
    1. Warren G. Harding (1921–1923)
    2. Calvin Coolidge (1923–1929), lista
- Costa Rica (köztársaság)
  - Államfő – Julio Acosta García (1920–1924), lista
- Dominikai Köztársaság (USA megszállás alatt)
  - Államfő – Juan Bautista Vicini Burgos (1922–1924), lista
- Salvador (köztársaság)
  - Államfő –
    1. Jorge Meléndez (1919–1923)
    2. Alfonso Quiñónez Molina (1923–1927), lista
- Guatemala (köztársaság)
  - Államfő – José María Orellana (1921–1926), lista
- Haiti (USA-megszállás alatt)
  - Amerikai képviselő – John H. Russell, Jr. (1919–1930)
  - Államfő – Louis Borno (1922–1930), lista
- Honduras (köztársaság)
  - Államfő – Rafael López Gutiérrez (1920–1924), lista
- Kanada (parlamentáris monarchia)
  - Uralkodó – V. György király (1910–1936)
  - Főkormányzó – Julian Byng (1921–1926), lista
  - Kormányfő – William Lyon Mackenzie King (1921–1926), lista
- Kuba (köztársaság)
  - Államfő – Alfredo Zayas y Alfonso (1921–1925), lista
- Mexikó (köztársaság)
  - Államfő – Álvaro Obregón (1920–1924), lista
- Nicaragua (köztársaság)
  - Államfő –
    1. Diego Manuel Chamorro (1921–1923)
    2. Rosendo Chamorro (1923), ügyvivő
    3. Bartolomé Martínez (1923–1925), lista
- Panama (köztársaság)
  - Államfő – Belisario Porras Barahona (1920–1924), lista
- Új-Fundland (monarchia)
  - Uralkodó – V. György király (1910–1936)
  - Kormányzó – Sir William Allardyce (1922–1928)
  - Kormányfő –
    1. Sir Richard Squires (1919–1923)
    2. William Warren (1923–1924), lista

## Ázsia
- Afganisztán (monarchia).
  - Uralkodó – Amanullah Kán király (1919–1929)
- Aszír (idríszida emírség)
  - Uralkodó –
    1. Muhammad ibn Ali al-Idríszi (1909–1923)
    2. Ali ibn Muhammad al-Idríszi al-Haszáni (1923–1926), emír
- Buhara
  - Kommunista párt vezetője –
    1. Szagdulla Turszunhodzsajev (1921–1923)
    2. Abdullo Rahimbajev (1923), Buhara Kommunista Pártja első titkára

  - Államfő – Porsza Hodzsajev (1922–1925), Buhara Központi Végrehajtó Bizottsága Elnökségének elnöke
  - Kormányfő – Fajzulla Hodzsajev (1921–1924), lista
- Hidzsáz
  - Uralkodó – Al-Huszajn ibn Ali király (1908–1924)[4]
- Horezm
  - A kommunista párt vezetője –
    1. Gaifi Sarafutdinov (1921–1923)
    2. Iscsan Masaripov (1923), ügyvivő
    3. Karimzsan Adinajev (1923–1924), a Horezmi Kommunista Párt első titkára

  - Államfő –
    1. Abdulla Abdurahmon Hodzsaogli (1922–1923)
    2. K. Szafarogli (1923–1924), Horezm Központi Végrehajtó Bizottsága Elnöksége elnöke

  - Kormányfő – Szultanmurad Kani (1921–1924), a Horezmi Népi Komisszárok Tanácsa elnöke
- Japán (császárság)
  - Uralkodó – Josihito császár (1912–1926)
  - Régens – Hirohitó koronaherceg (1921–1926), Japán régense
  - Kormányfő –
    1. Kató Tomoszaburó (1922–1923)
    2. Ucsida Jaszuja (1923), ügyvivő
    3. Jamamoto Gonnohjóe (1923–1924), lista
- Jemen (el nem ismert állam)
  - Uralkodó – Jahia Mohamed Hamidaddin király (1904–1948)[5]
- Kína
  -  Pekingi Kormányzat
    - Államfő –
      1. Li Juanhong (1922–1923)
      2. Csang Saocseng (1923), ügyvivő
      3. Gao Lingvej (1923), ügyvivő
      4. Cao Kun (1923–1924), Kína katonai kormányzatának generalisszimusza

    - Kormányfő –
      1. Vang Zsengting (1922–1923), ügyvivő
      2. Csang Saocseng (1923)
      3. Gao Lingvej (1923–1924), Kína Államtanácsának ideiglenes elnöke

  -  Nemzeti Kormányzat (köztársaság)
    - Államfő – Szun Jat-szen (1923–1925), Kína Nemzeti Kormánya generalisszimusza, lista

  -  Tibet (el nem ismert, de facto független állam)
    - Uralkodó – Tubten Gyaco, Dalai láma (1879–1933)
- Kurdisztán (el nem ismert szakadár állam)
  - Uralkodó – Mahmud Barzandzsi sejk, király (1922–1924)
  - Kormányfő – Kadir Barzandzsi sejk (1922–1924)
- Maszkat és Omán (abszolút monarchia)
  - Uralkodó – Tajmur szultán (1913–1932)
- Mongólia (monarchia)
  - A kommunista párt vezetője –
    1. Ceren-Ocsirün Dambadordzs (1922–1923)
    2. Adzsvágín Danzan (1923–1924), a Mongol Népi Forradalmi Párt Központi Bizottságának elnöke

  - Uralkodó – Bogdo Kán kán (1921–1924)
  - Kormányfő –
    1. Dzsalhanz Hutagt Szodnomün Damdinbazar (1922–1923)
    2. Balingín Cerendordzs (1923–1928), Mongólia Népi Komisszárok Tanácsának elnöke, lista
- Nedzsd Királyság  (monarchia)
  - Uralkodó – Abdul-Aziz király (1902–1953)[6]
- Nepál (alkotmányos monarchia)
  - Uralkodó – Tribhuvana király (1911–1950)
  - Kormányfő – Csandra Samser Dzsang Bahadur Rana (1901–1929), lista
- Perzsia (monarchia)
  - Uralkodó – Ahmad Sah Kadzsar sah (1909–1925)
  - Kormányfő –
    1. Ahmad Kavam (1922–1923)
    2. Mostovfi ol-Mamalek (1923)
    3. Haszán Pirnia (1923)
    4. Reza Kán (1923–1925), lista
- Sziám (parlamentáris monarchia)
  - Uralkodó – Vadzsiravudh király (1910–1925)
- Törökország (köztársaság)
- A Török Köztársaságot 1923. október 29-én kiáltották ki, amely így felváltotta a Török Államot.
  - Államfő –
    1. Mustafa Kemal Atatürk (1922–1923)
    2. Abdürrahman Sheref Bey (1923), ügyvivő
    3. Ali Fuad Pasa (1923), ideiglenes
    4. Mustafa Kemal Atatürk (1923–1938), lista

  - Kormányfő –
    1. Rauf Orbay (1922–1923)
    2. Fethi Okyar (1923)
    3. İsmet İnönü (1923–1924), lista
- Tuva (népköztársaság)
  - A kommunista párt főtitkára –
    1. Nimacsjan (1921–1923)
    2. Lobszang-Oszur (1923)
    3. Ojun Kurszedi (1923–1924)

  - Kormányfő –
    1. Idam-Szjurun (1922–1923)
    2. Mongus Bujan-Badürdzsi (1923–1924)

## Óceánia
- Ausztrália (parlamentáris monarchia)
  - Uralkodó – V. György Ausztrália királya (1910–1936)
  - Főkormányzó – Henry Forster (1920–1925), lista
  - Kormányfő –
    1. Billy Hughes (1915–1923)
    2. Stanley Bruce (1923–1929), lista
- Új-Zéland (parlamentáris monarchia)
  - Uralkodó – V. György Új-Zéland királya (1910–1936)
  - Főkormányzó – John Jellicoe (1920–1924), lista
  - Kormányfő – William Massey (1912–1925), lista